# Özgür Özel
Özgür Özel (Manisa, 21 settembre 1974) è un politico e farmacista turco. Deputato dal 2011, ha ricoperto la carica di vicepresidente del gruppo del Partito Popolare Repubblicano (CHP) nella Grande Assemblea Nazionale Turca dal 24 giugno 2015 al 3 giugno 2023. Il 3 giugno 2023, è stato nominato capo del gruppo parlamentare, mentre il 5 novembre 2023, è eletto leader del CHP con 276 voti in più rispetto a Kemal Kılıçdaroğlu.

## Biografia
Özel è nato a Manisa, città della Turchia occidentale, da una famiglia di origine balcanica con radici a Skopje e Salonicco. Dopo aver completato i suoi studi superiori, si è laureato presso la Facoltà di Farmacia dell'Università dell'Egeo nel 1997.
In seguito, ha perseguito una carriera come farmacista indipendente. A partire dal 2007, ha ricoperto ruoli chiave nel consiglio direttivo dell'Associazione dei Farmacisti della Turchia (TEB), tra cui la posizione di tesoriere e due mandati come segretario generale. Inoltre, nel corso della sua carriera farmaceutica, ha presentato 163 relazioni scritte ed orali in congressi e conferenze, ha moderato tavole rotonde e ha partecipato attivamente in contesti internazionali. È stato anche membro della Federazione farmaceutica internazionale, del Gruppo farmaceutico dell'Unione europea e del Forum farmaceutico europeo.
Özel si è candidato come sindaco del distretto elettorale di Manisa per il Partito Popolare Repubblicano (CHP) nelle elezioni locali del 2009, ma non è stato eletto. È stato eletto come deputato per la prima volta nelle elezioni generali turche del 2011, sotto la medesima circoscrizione.

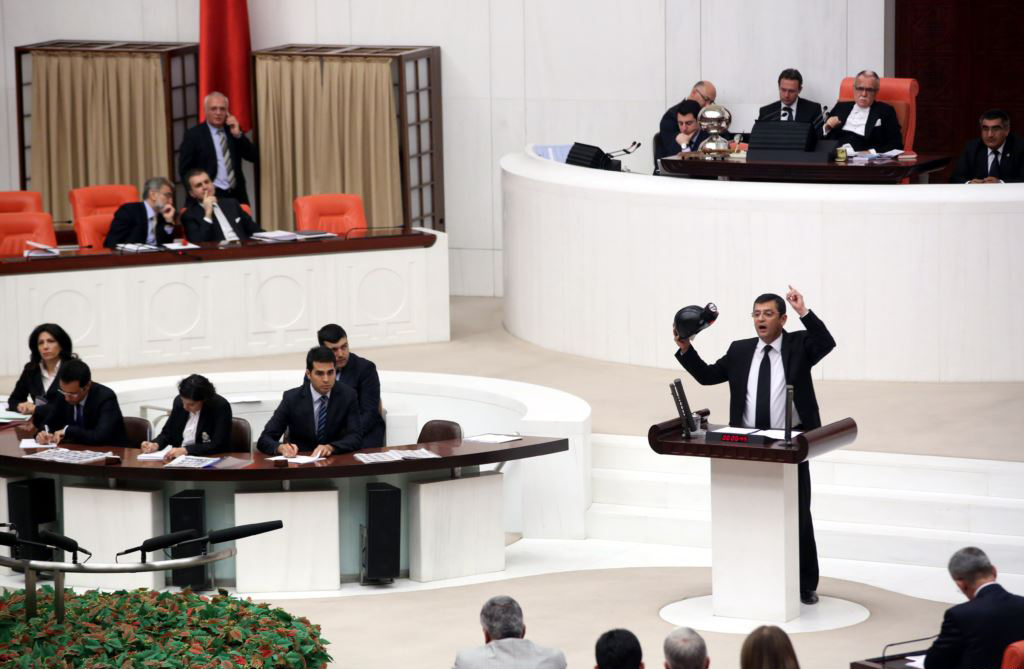
Özel tiene un discorso sul disastro di Soma al Parlamento turco nel 2014

Nel 2014, insieme ad altri deputati del CHP, ha proposto la creazione di una commissione parlamentare per indagare sulle miniere di carbone a Soma. In un discorso del 29 aprile 2014 correlato a questa proposta, ha parlato delle carenze nella sorveglianza e nella sicurezza nelle miniere. Questo discorso è stato ampiamente discusso nell'agenda nazionale per molto tempo, specialmente dopo il disastro di Soma del 13 maggio 2014.
Nelle elezioni parlamentari in Turchia di giugno e novembre 2015, è stato nuovamente eletto deputato. Durante il 18º Congresso Straordinario del Partito Popolare Repubblicano, è stato eletto membro del comitato centrale del partito. Nel corso del suo mandato da deputato, ha svolto il ruolo di membro della Commissione per la salute della Grande Assemblea Nazionale della Turchia e della Commissione d'indagine sulle carceri del CHP. Il 24 giugno 2015, è stato eletto vicepresidente del gruppo del CHP nella Grande Assemblea Nazionale Turca. Ha anche ricevuto il Premio Politico dell'Anno Uğur Mumcu 2015, conferito dall'Associazione dei Giornalisti Contemporanei e dall'Associazione del Pensiero di Atatürk.
Nel novembre 2016, ha criticato la proposta di Legge sul processo penale presentata dal Partito della Giustizia e dello Sviluppo (AKP), dichiarando la sua opposizione agli articoli che riducevano le pene per i reati di abuso sessuale e richiedendo una votazione aperta in Parlamento.
Özel ha portato all'attenzione dell'Assemblea generale numerose pubblicazioni sui social media fatte da un membro del personale che lavorava presso la Direzione delle decisioni giuridiche. Queste pubblicazioni includevano insulti diretti al leader del CHP, Kemal Kılıçdaroğlu. Per evidenziare il problema in modo significativo, Özel si è recato nell'ufficio del funzionario, ha sequestrato l'unità centrale del suo computer desktop e l'ha portata nell'aula dell'Assemblea.
Nel marzo del 2017, in una trasmissione in diretta su Fox TV, ha attaccato il contenuto della riforma costituzionale promossa dalla maggioranza, sostenendo che questa concedesse al presidente il potere di sciogliere il Parlamento. Il presidente Recep Tayyip Erdoğan ha in seguito dichiarato: "Dimostri che il presidente ha l'autorità di sciogliere il Parlamento e io mi dimetterò". In risposta alla richiesta di Erdoğan, Özel, ha affrontato l'argomento presentando una copia del testo in diretta, in particolare, l'articolo 11:
Durante le discussioni di bilancio in Parlamento nel 2018, Özgür Özel ha criticato il ministro della difesa nazionale Hulusi Akar. Come risultato di tali discussioni, Akar ha intentato una causa legale contro Özel. Il tribunale ha concluso il caso a favore di Özel, affermando che Akar aveva l'obbligo di sopportare le critiche e che non era stato commesso alcun reato.
In seguito all'arresto dell'imprenditore Osman Kavala, condannato all'ergastolo per le proteste in Turchia del 2013, con l'accusa di voler "rovesciare il governo della Repubblica di Turchia attraverso l'uso della forza e della violenza", Özel, nella sua dichiarazione al Tribunale di Çağlayan, ha detto: "Nel caso che si è concluso oggi, non è stato fatto ciò che la legge e la giustizia richiedono. È stato fatto solo un favore a un singolo uomo che governava il paese".

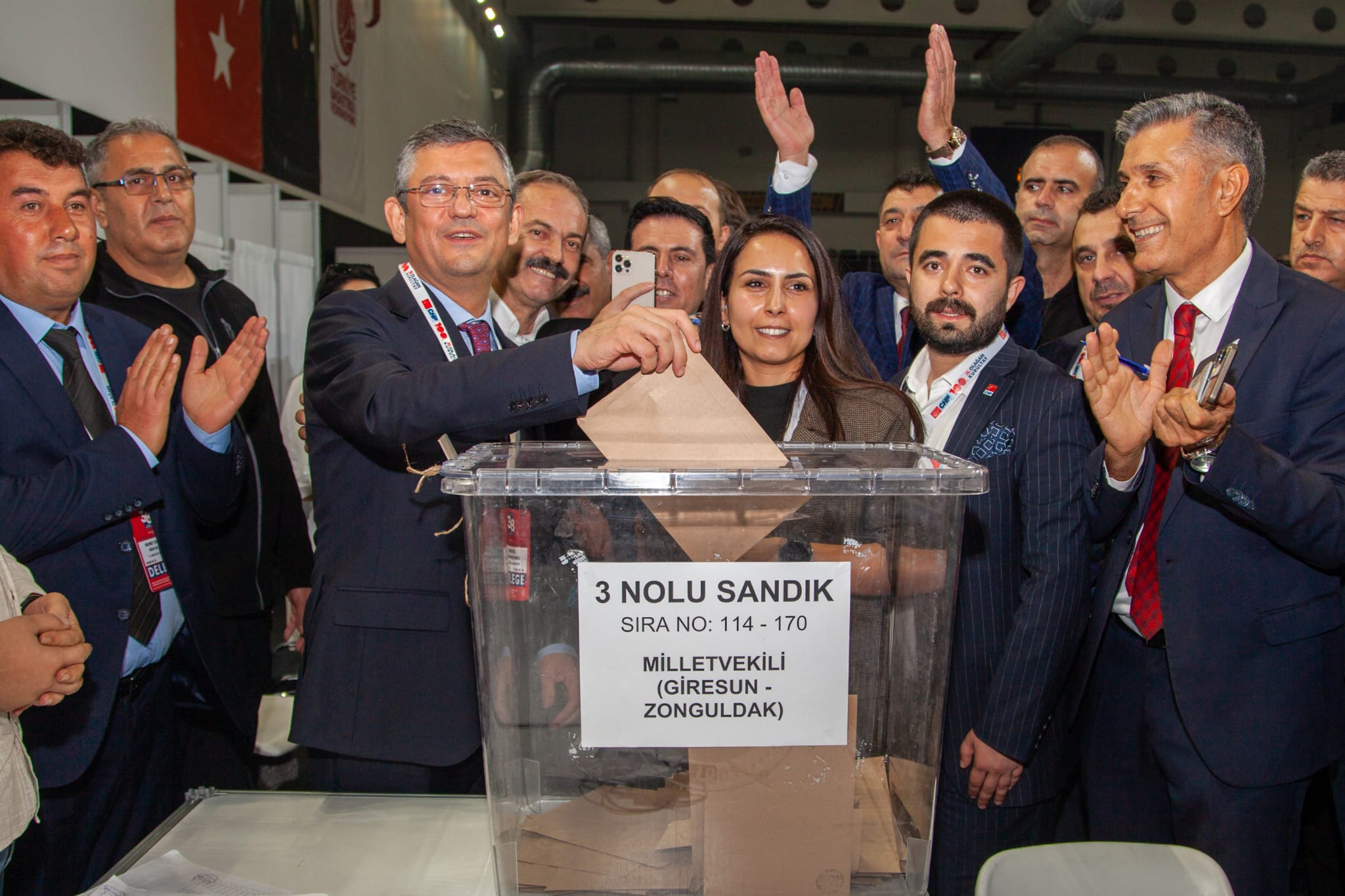
Özel vota al primo turno del 38º Congresso ordinario del CHP

Il 12 gennaio 2023, ha menzionato su Telegram l'esistenza di un canale chiamato "Operazione Ebabil", affermando che questo canale fosse affiliato al ministro Süleyman Soylu. Özel ha sostenuto che 8 000 persone sono state informate dell'agenda tramite questo canale e che le pubblicazioni sui soggetti menzionati sono state effettuate sui social media per scopi operativi. Il Ministero degli Interni ha risposto alle accuse, sostenendo che la persona chiamata Emin Şen menzionata nelle dichiarazioni di Özel non era un consulente del ministero né un funzionario pubblico soggetto alla legge 657, e che gli account dei social media del ministero e delle sue organizzazioni affiliate erano gestiti dalla Consulenza per la stampa e le relazioni pubbliche. È stato anche affermato che Emin Şen è stato consulente per i social media del ministro Süleyman Soylu per molti anni.
Il 5 novembre 2023, durante il congresso tenutosi il giorno stesso, è stato eletto presidente del CHP con 812 voti al secondo turno, sconfiggendo il suo avversario e leader in carica Kemal Kılıçdaroğlu.

## Vita privata
Özel, sposato con Didem Özel e padre di un figlio, parla fluentemente il tedesco e l'inglese.